# Oriole leucoptère
Icterus graceannae
Espèce
Répartition géographique
Statut de conservation UICN

 LC  : Préoccupation mineure
L’Oriole leucoptère (Icterus graceannae) est une espèce d'oiseau de la famille des ictéridés qu’on retrouve en Amérique du Sud.

## Distribution
L’Oriole leucoptère se retrouve en Équateur et dans l’extrême nord-ouest du Pérou.

## Habitat
L’Oriole leucoptère fréquente les forêts xériques décidues et les forêts secondaires buissonneuses, les déserts et broussailles xérophytes, les bosquets denses ripariens et les forêts dégradées.